# Sinocyclocheilus qujingensis
Sinocyclocheilus qujingensis is een straalvinnige vissensoort uit de familie van de eigenlijke karpers (Cyprinidae). De wetenschappelijke naam van de soort is voor het eerst geldig gepubliceerd in 2002 door Li, Mao & Lu.